# Les étoiles de midi
Les étoiles de midi, literalmente As estrelas de midi, e que saiu como  Stars at noon na versão inglêsa e Sterne über dem Montblanc na versão alemã, é um filme realizado e produzido pelo alpinista e  cineasta francês Marcel Ichac, e com Jacques Ertaud como realizador  adjunto, filme que é considerado como um grande clássico do cinema de montanha.
No filme tomaram parte alguns dos melhores alpinistas da sua geração como Lionel Terray, René Desmaison e Michel Vaucher, e a música foi confiada a Maurice Jarre que  pela primeira vez fez música para uma longa metragem.

## Sinopse
Les étoiles de midi relatam várias aventuras, realmente vividas, de alpinistas que contam as suas próprias aventuras aos companheiros de cordada ou durante todo o filme, filme que se passa durante a ascensão de uma montanha.

## Prémios
- Le Grand prix du cinéma français de 1959 (nessa época ainda não havia os Césars
- Grand Prix de la ville de Trente
- Festival international du film de Montagne et d'Exploration, 1959
- Trophée Enrico Orlandi, do Clube alpino italiano
- Taça Belluno, no festival do Filme desportivo de Cortina d'Ampezzo
- Filme oficial seleccionada para representar a França no Festival internacional do filme de Berlim, 1959.